# Georges Vandenberghe
Georges Vandenberghe (Oostrozebeke, 28 de diciembre de 1941- Bruges, 23 de septiembre de 1983) fue un ciclista belga.
participó en siete Tour de Francia de 1965 a 1971. En 1966, ganó la 13.ª etapa con recorrido de Revel a Sète, aunque su mejor Tour fue el de 1968 en el que llevó el maillot amarillo durante 11 días y se clasificó 18.º en la general final.
Falleció el 23 de septiembre de 1983 en Bruges y fue enterrado en Dudzele.

## Palmarés
1962
- Tour de Berlín

1964
- 4 etapas de la Vuelta a Portugal

1966
- 1 etapa del Tour de Francia

1967
- 1 etapa del Giro de Italia

1968
- Clasificación de los esprints intermedios del Tour de Francia

1970
- 1 etapa de la Semana Catalana

## Resultados en las grandes vueltas
| Carrera         | 1963 | 1964 | 1965 | 1966 | 1967 | 1968 | 1969 | 1970 | 1971 | 1972 |
| --------------- | ---- | ---- | ---- | ---- | ---- | ---- | ---- | ---- | ---- | ---- |
| Giro de Italia  | -    | -    | 40.º | -    | 42.º | 53.º | -    | 70.º | -    | -    |
| Tour de Francia | -    | -    | 40.º | 60.º | 45.º | 18.º | 56.º | Ab.  | 42.º | -    |
| Vuelta a España | -    | -    | -    | -    | -    | -    | -    | -    | -    | -    |
| Mundial en Ruta | -    | -    | -    | -    | Ab.  | Ab.  | -    | -    | -    | -    |